# Beatrice Appleyard
Beatrice Appleyard (* 9. September 1913 in Maidenhead; † 8. Mai 1994 in Istanbul) war eine britische Balletttänzerin und Choreografin.

## Leben und Werk
Beatrice Appleyard studierte bei Ninette de Valois, Tamara Karsawina und Bronislava Nijinska. Sie erlangte durch die Aufführungen der beiden frühen Werke Pomona und High Yellow von Frederick Ashton Bekanntheit und Ruhm. Sie war ursprünglich Mitglied des Vic-Wells Ballet und tanzte The Lord of Burleigh (1931), Dances Sacrées et Profanes und The Scorpions of Ysit (1932), Les Rendezvous (1933), The Haunted Ballroom (1934) sowie Casse Noisette. Sie wirkte auch als Solistin am Markova-Dolin Ballet und am Londoner Windmill Theater. Sie wirkte als Choreografin für mehrere Londoner Musicals und Revueen in Stücken wie Present Company (1947), The Spring Revue (1948) und Lady Luck (1948). 1951 zog sie nach Ankara, wo sie am Türkischen Nationalkonservatorium Ballett unterrichtete. 1954 heiratete sie den türkischen Pianisten und Komponisten Mithat Fenmen, mit dem sie das Fenmen-Ballett-Studio gründete.